# Buben (hrad)
Buben je zřícenina hradu v okrese Plzeň-sever v katastrálním území obce Plešnice. Stojí na protáhlém ostrohu nad soutokem řeky Mže a Plešnického potoka v nadmořské výšce přibližně 350 metrů. Od roku 1964 je chráněn jako kulturní památka. Volně přístupná zřícenina je oblíbeným cílem turistů a návštěvníků vodní nádrže Hracholusky.

## Historie

### Hrad v prvních dvou stoletích existence

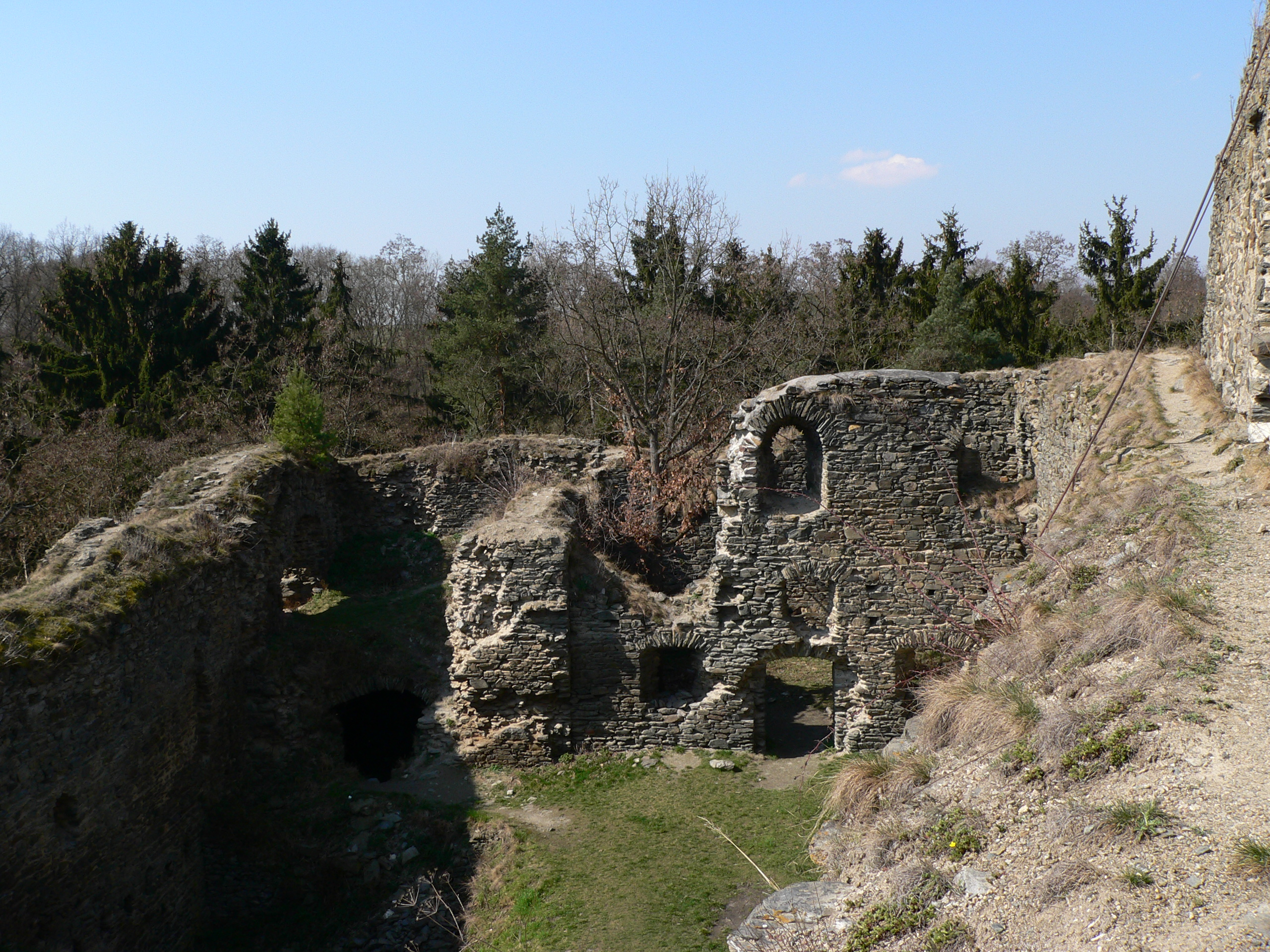
Hlavní palác od třetí brány

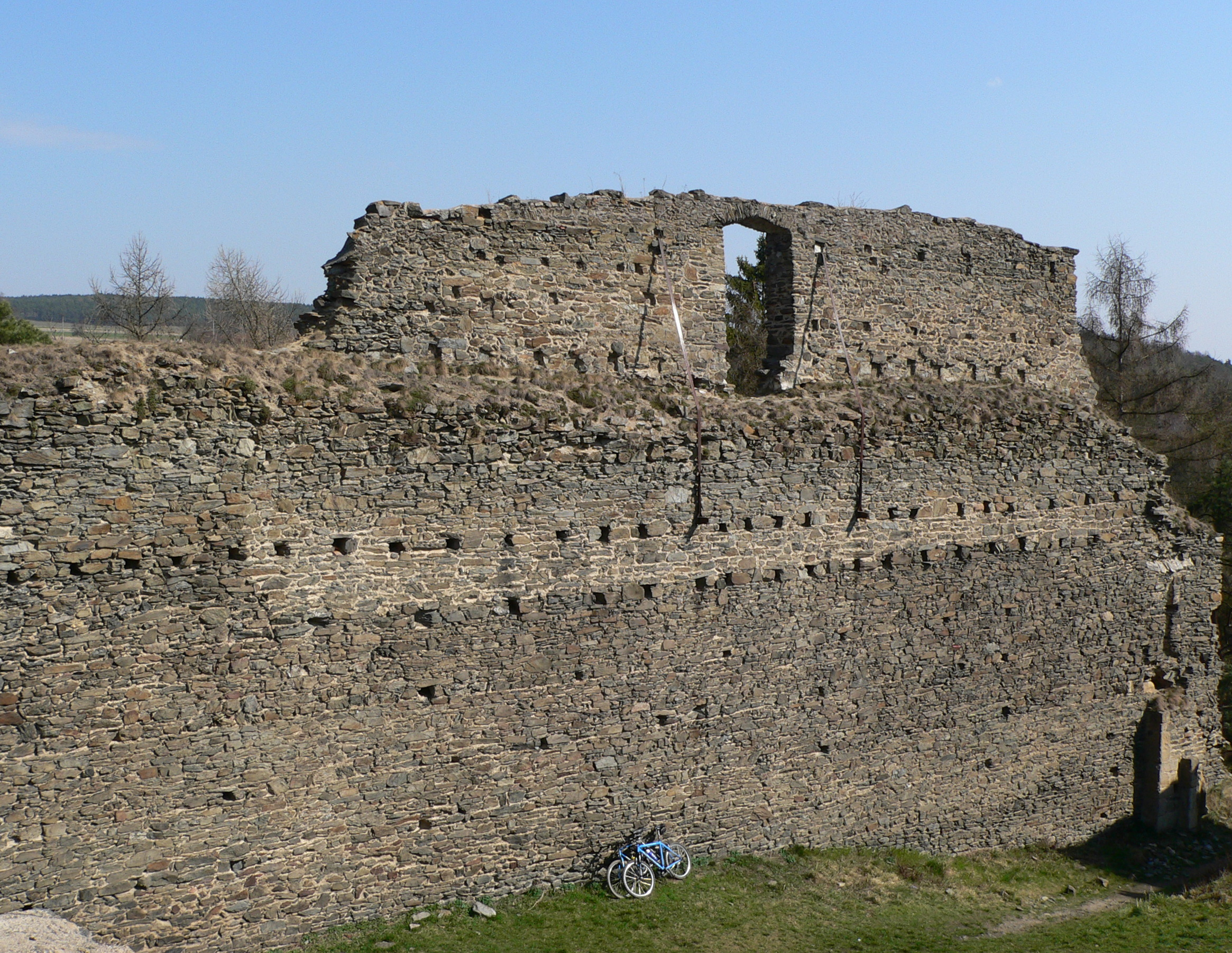
Severovýchodní hradba jádra
s pozůstatkem arkýřového prevétu

První písemná zmínka o hradu pochází z roku 1349. Tehdy se jméno hradu objevuje v listině krále Karla IV. Podle dochovaných architektonických detailů však hrad vznikl patrně již o cca 15 let dříve, tj. těsně po první třetině 14. století. Není ovšem vyloučeno, že hrad je ještě staršího data.
Zřejmě již v první polovině 14. století byli majiteli hradu rytíři Bubnové z Hrádku, přičemž Hrádkem v jejich jménu byl tehdy myšlen právě hrad Buben, kterému se tehdy říkalo jak Buben, tak i Hrádek. Tento stav, kdy se používalo vedle vlastního jména objektu také jméno Hrádek, byl ve středověku u mnoha hradů poměrně častým jevem.[zdroj?] Název hradu Buben tak nebyl ještě plně ustálen v době vlády Václava IV. Údajně naposledy bylo názvu Hrádek použito Heřmanem z Nečtin (či také z Jeřeně) roku 1395. Bubnové z Hrádku se později rozdělili na dvě linie a to na rytíře a barony Varlichy z Bubna a dodnes žijící hrabata Bubny z Litic. Oba dva rody si podržely jméno hradu Buben nejen ve svém tradičním jménu či přídomku, ale i v erbu. V tom nosili od poloviny 16. století vojenský buben, který se tak pro ně stal i tzv. mluvícím znamením. Erb s bubnem ovšem nosil již Stach Buben z Hrádku, vzdálený předek obou rodů, vlastnící na přelomu 14. a 15. století v okolí původního rodového hradu Buben statek Dolany.
Před rokem 1379 se majitelem panství a hradu stal rod rytířů z Nečtin. Ti jsou podle svého nového sídla dnes historiky nazýváni Nečtinskými z Bubnu. Rod držel Buben jako své sídlo po delší dobu a hrad rozšířil. Po husitských válkách však panství s hradem postupně přechází z rukou paní Jitky z Nečtin do užívání dalších spřízněných rodin a o hrad se přetahují i jiné rody z okolí. V roce 1471 příznivci Matyáše Korvína ohrožovali majetek Oldřicha Janovského z Janovic, který se raději rozhodl, že jim svůj hrad Buben prodá. V dohodě si vymínil volný odchod lidí i s majetkem. Roku 1471 koupil Buben rytíř Petr Chlumčanský z Přestavlk a Nečtinští se z historie hradu vytrácí. Krátce poté (kolem roku 1483) vymírají paní Jitkou z Nečtin i po přeslici.

### Zánik hradu v 16. století
Noví majitelé Chlumčanští z Přestavlk hrad i s panstvím vlastnili až do roku 1563, kdy panství odprodali sousednímu rytířskému rodu Úlických z Plešnic a Úlic. Ještě za vlády Chlumčanských z Přestavlk došlo k rozdělení panství na dvě části. V první polovině 16. století začal rod Chlumčanských sídlit na pohodlnějších tvrzích a zámečcích v okolí a hůře přístupný a stísněný hrad začal proto poměrně rychle chátrat. V roce 1567 se tak Buben uvádí v držbě rytířů Úlických z Plešnic a Úlic definitivně jako pustý. V následujících staletích opuštěný hrad chátral jen pozvolně, neboť nebyl výrazněji rozebírán pro svoji odlehlost. Ze stavby byly odvezeny jen cennější pískovcové části jako ostění oken a dveří či velké kameny zdobící původně nároží.

### Noví vlastníci zříceniny od 17. století
V roce 1648 Úlické z Plešnic a Úlic vystřídali odkazem kladrubští benediktini, kteří panství přičlenili ke svému sousednímu statku Čeminy u Města Touškova. Po zrušení kladrubského kláštera roku 1785 (císařem Josefem II.) přešel hrad z Čemin na tzv. Náboženský fond. Ten panství rozdělil a část Čeminy získal Jan z Erbenu. Poté panství ovládalo několik drobnějších majitelů. K čemínskému panství patřil hrad až do roku 1912, kdy se opět oddělil statek Plešnice, který se zříceninou hradu odkoupil velkostatkář Jindřich Finger. Ten po roce 1912 umožnil první větší opravu hradu Klubem českých turistů. Jeho nástupnická organizace – Klub československých turistů – hrad zakoupil v červenci roku 1927 společně s přilehlým lesem a pastvinou. Po zrušení Klubu se v roce 1948 hrad dostal do majetku tělovýchovy a nakonec roku 1953 do rukou československého státu, který jej vlastnil až do roku 2010.

### Větší opravy hradu ve 20. století
V letech 1929–1932 byla zřícenina částečně, ale velmi důkladně, konzervována Klubem československých turistů, kterému hrad již několik let patřil. Pod hradem Klub vystavěl roku 1932 tzv. Schwarzovu chatu s ubytováním a restaurací. Její provoz skončil v 60. letech a byl obnoven až v roce 1995.
Hrad byl znovu opravován teprve v roce 1991. Bohužel byly tehdy použity nevhodné materiály (cement aj.) a hrad tím dnes velmi trpí. Spáry zdiva jsou rychle vymývány, kameny se rychle uvolňují a hrozí opětovné zřícení celých částí zrenovovaných zdí.
V letech 2008–2010 se vychýlila nesprávně opravená (vodou nasáklá a betonovou směsí přespříliš zatěžkaná) bašta ve spodním pásu opevnění. Dne 10. dubna 2013 tato bašta i s částí sousedních zdí spadla a suť zatarasila v mnohametrovém pásmu přístup k hradu ve směru od řeky.

## Stavební podoba

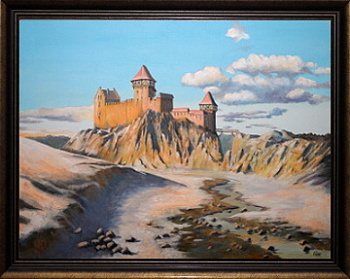
Rekonstrukce hradu (pohled od jihu), L. Herc

Ostroh byl původně – až do první čtvrtiny 20. století (jak dosvědčují historické fotografie) – odlesněný. Dnes je však porostlý lesem, který znemožňuje vyniknutí zřícenin a omezuje výhled z hradu.
Hradní areál bez příkopů je dlouhý zhruba 100 metrů a široký je maximálně 30–40 metrů. Ostroh, obtékaný řekou Mží a na jihovýchodě Plešnickým potokem, je orientován ve směru severozápad–jihovýchod.
Do dnešní doby se dochovaly nevelké zbytky první brány na jihovýchodním předhradí, zbytky třetí brány, velké části hradeb a zdí vlastního hradního jádra (kromě strážní věže při vstupu, která stála na samostatné jihozápadní skalce) a částečně i věžovitý palác v zadní severozápadní části hradu. Z přilehlého malého paláce v nádvoří zbyly v podstatě jen základy. Částečně jsou též zachovány delší úseky parkánové hradby (především na východní straně). V dubnu 2013 však byla tato část opevnění postižena zřícením zdiva a je vážně poškozena. Na jihovýchodní straně ostrohu se dochoval šíjový příkop před někdejší první bránou, přes který původně vedl dřevěný most. Příkop je vylámaný ve skále a tvoří zajímavou soutěsku, kterou do hradního areálu přichází cesta z Plešnice.
Ke hradu patřil Zámecký mlýn datovaný od roku 1448, který poháněla voda z jezu na soutoku Mže a Plešnického (též Úlického) potoka. Jez je od 2. světové války protržený, budova mlýna i náhon na levém břehu řeky existují.

## Přístup
O hrad se po léta staralo Občanské sdružení Excalibur. V roce 2010 byl Buben státem za symbolickou částku převeden na obec Plešnice, která o něj nyní oficiálně pečuje. Z Plešnic na hrad vede pohodlná a modře značená lesní cesta. Některé mapy a informační materiály stále chybně uvádějí červenou turistickou značku. Cesta je dlouhá asi 2 km a vede podél potoka. Klidnou chůzí trvá 15–20 minut. Zdejší most přes Mži byl stržen v roce 2011 povodní.